# 亀井猛斗
亀井 猛斗（かめい たけと、1968年12月28日 - ）は、群馬県出身の元プロ野球選手（投手）。

## 来歴・人物
群馬・中央高では、1年夏はエースで県準優勝、2年からは甲子園の完全試合投手・松本稔が初監督に就任して指導を受けて夏県大会はベスト4、1986年のプロ野球ドラフト会議で西武ライオンズから5位指名を受け入団。
プロ1年目のには、MLBの1Aのサンノゼ・ビーズへ野球留学する。バネを利かしたフォームから回転のいい直球、カーブが威力を発し、カリフォルニア・リーグで27試合に登板。200イニングで奪三振180、防御率2.37。10勝を挙げ、リーグ最優秀投手に選ばれた。
プロ2年目の1988年、二軍で9勝し、一軍にも初昇格し2試合に登板する。しかし、以後の一軍登板はなく、1993年限りで現役を引退した。
引退後は打撃投手を務めながらスコアラーの勉強も始め、1995年のキャンプ中に植上健治が急逝してからはスコアラー専任になった。先輩のベテランのスコアラーの薫陶を受けながら、当時、西武からダイエーに移っていた豊倉孝治にも師事した。

## 詳細情報

### 年度別投手成績
| 年 度     | 球 団     | 登 板 | 先 発 | 完 投 | 完 封 | 無 四 球 | 勝 利 | 敗 戦 | セ 丨 ブ | ホ 丨 ル ド | 勝 率 | 打 者 | 投 球 回 | 被 安 打 | 被 本 塁 打 | 与 四 球 | 敬 遠 | 与 死 球 | 奪 三 振 | 暴 投 | ボ 丨 ク | 失 点 | 自 責 点 | 防 御 率 | W H I P |
| --------- | --------- | ----- | ----- | ----- | ----- | -------- | ----- | ----- | -------- | ----------- | ----- | ----- | -------- | -------- | ----------- | -------- | ----- | -------- | -------- | ----- | -------- | ----- | -------- | -------- | ------- |
| 1988      | 西武      | 2     | 0     | 0     | 0     | 0        | 0     | 0     | 0        | --          | ----  | 16    | 2.1      | 4        | 0           | 5        | 0     | 0        | 1        | 1     | 0        | 3     | 3        | 11.57    | 3.86    |
| 通算：1年 | 通算：1年 | 2     | 0     | 0     | 0     | 0        | 0     | 0     | 0        | --          | ----  | 16    | 2.1      | 4        | 0           | 5        | 0     | 0        | 1        | 1     | 0        | 3     | 3        | 11.57    | 3.86    |

### 記録
- 初登板：1988年9月7日 対ロッテオリオンズ23回戦（川崎球場）、8回裏から登板して完了、無失点

### 背番号
- 66 （1987年 - 1988年）
- 36 （1989年 - 1993年）